# Kayahstaten
Kayahstaten är en region i Myanmar. Den ligger i den centrala delen av landet, 150 km öster om huvudstaden Naypyidaw. Antalet invånare är 253 788. Arean är 11 732 kvadratkilometer. Kayahstaten gränsar till Shanstaten.
Terrängen i Kayahstaten är huvudsakligen bergig, men åt nordväst är den kuperad.
Kayahstaten delas in i:
- Bawlakhe District
- Loikaw District
- Mese
- Loikaw
- Shadaw
- Bawlakhe
- Demoso
- Hpasawng
- Hpruso

Följande samhällen finns i Kayahstaten:
- Loikaw